# Abel Quentin
Albéric de Gayardon dit Abel Quentin, né en 1985 à Lyon, est un écrivain et avocat français.
Son nom de plume est inspiré du surnom Albé, diminutif d'Albéric, et du nom du personnage d'Albert Quentin dans le livre Un singe en hiver (1959) d'Antoine Blondin.

## Biographie

### Avocat
Originaire du 6e arrondissement de Lyon, Albéric de Gayardon s'installe à Paris après son baccalauréat et étudie à Sciences Po. Après avoir obtenu son diplôme, il prête serment en 2011 et devient avocat pénaliste,,. Il commence sa carrière dans le cabinet d'Isabelle Coutant-Peyre et se fait connaître par sa défense de Farid Kharkhach lors du procès des attentats du 13 novembre 2015. En 2014, il a été quatrième secrétaire de la conférence du Barreau de Paris. En 2025, il est l'un des avocats de l'auteur de l'attaque du 25 septembre 2020 à Paris.
.

### Écrivain
À 18 ans, la découverte de Marcel Proust est une révélation : « La Recherche m'a marqué comme un horizon littéraire stupéfiant et gigantesque ».
Il écrit un premier roman sur le militant d'extrême droite Maxime Brunerie, auteur d'une tentative d'assassinat de  Jacques Chirac, dont il perd le manuscrit.
Gardant l'« envie d'écrire sur le pouvoir et la radicalisation », il en rédige un nouveau. Ce roman, Sœur, est publié en 2019 aux Éditions de l'Observatoire. Il s'agit d'un thriller politique sur la radicalisation islamiste. Il est nommé au prix Goncourt 2019 et finaliste du Goncourt des lycéens 2019. Il obtient le prix Première 2020.
En 2021, il publie son second roman Le Voyant d’Étampes, un roman social critique d'un antiracisme et de la cancel culture, salué de Télérama au Figaro Magazine, en particulier par l'académicien Michel Zink. Il est nommé au Prix Goncourt 2021 , aux prix Renaudot, et de l'Académie Française, et obtient le prix Maison rouge, le prix de Flore et le prix littéraire du Barreau de Marseille.
En 2024, il publie son troisième roman, Cabane, dans lequel il interroge l'inaction climatique face aux alertes des chercheurs. Dès avant sa publication, fin août 2024, le roman est salué par Philosophie magazine et Ouest-France. Il est salué également après sa publication, par exemple par Emmanuel Carrère dans le journal Le Monde, par Étienne de Montety dans Le Figaro ou encore par Virginie Bloch-Lainé dans Libération, et par d'autres critiques dans d'autres médias,,. C'est un thriller s'inspirant librement de l'histoire véridique du Rapport Meadows commandé par le Club de Rome à quelques jeunes chercheurs, en changeant le nom des chercheurs et leurs parcours, l'université où ils travaillent, etc. et en imaginant leurs retrouvailles,,. Il est nommé au prix de l'Académie Française et obtient le  Prix des libraires de Nancy – Le Point, le prix la Tribune et le prix du CESE.

### Vie privée
Sa compagne est l'écrivaine Claire Berest,.

## Publications
- Sœur, Éditions de l'Observatoire, 2019.
- Le Voyant d’Étampes, Éditions de l'Observatoire, 2021 - Prix de Flore[23] et prix Choucri-Cardahi 2022[24]
- Cabane, Éditions de l'Observatoire, 2024. - Prix des libraires de Nancy – Le Point 2024